# Lachowicze (obwód homelski)
Lachowicze (biał. Ляхавічы, Lachawiczy; ros. Ляховичи, Lachowiczi) – wieś na Białorusi, w obwodzie homelskim, w rejonie żytkowickim, w sielsowiecie Czyrwonaje, nad Jeziorem Czerwonym (Kniaź).

## Historia
W XIX i w początkach XX w. położone były w Rosji, w guberni mińskiej, w powiecie mozyrskim, na bezludnym Polesiu. Ludność trudniła się prawie wyłącznie rybołówstwem.
Po I wojnie światowej pod administracją polską, w Zarządzie Cywilnym Ziem Wschodnich, w okręgu brzeskim, w powiecie mozyrskim.
W wyniku postanowień traktatu ryskiego znalazły się w granicach Związku Sowieckiego. Od 1991 w niepodległej Białorusi.